# 海蒂克 (伊利諾伊州)
海蒂克（英語：Hettick）是位於美國伊利諾伊州馬庫平縣的一個村落。

## 地理
海蒂克的座標為39°21′19″N 90°02′14″W / 39.35528°N 90.03722°W，而該地最高點為海拔高度182米（即597英尺）。

## 人口
根據2010年美國人口普查的數據，海蒂克的面積為0.95平方千米，當中陸地面積為0.95平方千米，而水域面積為0.00平方千米。當地共有人口181人，而人口密度為每平方千米190人。